# Michael Wiwchar
Michael Wiwchar, né le 9 mai 1932 au Canada, est un prêtre rédemptoriste et prélat de l'Église catholique, plus précisément de l'Église grecque-catholique ukrainienne, qui fut évêque aux États-Unis et au Canada. Il fut l'éparque de l'éparchie Saint-Nicolas de Chicago des Ukrainiens de 1993 à 2000 aux États-Unis, puis, éparque de l'éparchie de Saskatoon des Ukrainiens de 2000 à 2008.

## Biographie
Michael Wiwchar est né à Komarno au Manitoba au Canada le 9 mai 1932,. Il étudia au petit séminaire de Roblin au Manitoba. Il entra au noviciat à Yorkton en Saskatchewan et prononça ses vœux temporaires en tant que rédemptoriste en 1953 suivi par ses vœux perpétuels en 1956. Il fut ordonné prêtre le 28 juin 1959 à Winnipeg au Manitoba.
Miachel Wiwchar fut nommé éparque de l'éparchie Saint-Nicolas de Chicago des Ukrainiens par le pape saint Jean-Paul II le 2 juillet 1993. Il fut consacré évêque par l'archevêque Stephen Sulyk (en) de l'archéparchie de Philadelphie des Ukrainiens. Le 20 novembre 2000, il fut nommé éparque de l'éparchie de Saskatoon des Ukrainiens. Un mois plus tard, le 9 décembre, il fut nommé administrateur apostolique de l'éparchie Saint-Nicolas de Chicago des Ukrainiens, position qu'il occupa jusqu'au 25 mars 2003. Il prit sa retraite le 2 mai 2008.